# Lista de temporadas de Malhação
As temporadas da série Malhação da TV Globo estão relacionadas nesta lista, que apresenta: número, geração, data do início, data do final e quantidade de capítulos de cada temporada da série, exibida entre 24 de abril de 1995 e 3 de abril de 2020.
A temporada mais longa foi a temporada de 2008, exibida entre 2007 e 2009, com 324 capítulos, e a mais curta foi a temporada de 1998, com 109 capítulos. A exibição em alta definição teve início em Malhação Conectados, exibida entre agosto de 2011 e agosto de 2012. Já a gravação em formato de 24 quadros por segundo foi iniciada apenas na temporada de 2012, porém já tinha sido testada nos primeiros capítulos de Malhação ID.

## Temporadas por ordem de exibição
- ‡ Indica temporada recuperada e disponível na íntegra em formato original no Globoplay.
- § Indica temporada com atualização pendente no Globoplay.

### Década de 1990
| #                                                         | Título          | Início                | Término                | Cap. | Roteiro final                                           | Direção                                | Ref.  |
| --------------------------------------------------------- | --------------- | --------------------- | ---------------------- | ---- | ------------------------------------------------------- | -------------------------------------- | ----- |
| 1                                                         | Malhação 1995 ‡ | 24 de abril de 1995   | 28 de dezembro de 1995 | 179  | Charles Peixoto                                         | Roberto Talma Gonzaga Blota            | [ 2 ] |
| Interrupção da faixa (1 de janeiro – 1 de março de 1996)  |                 |                       |                        |      |                                                         |                                        |       |
| 2                                                         | Malhação 1996 ‡ | 8 de abril de 1996    | 2 de janeiro de 1997   | 194  | Ronaldo Santos Charles Peixoto                          | Flávio Colatrello Jr. Wolf Maya        | [ 3 ] |
| Interrupção da faixa (6 de janeiro – 28 de março de 1997) |                 |                       |                        |      |                                                         |                                        |       |
| 3                                                         | Malhação 1997 ‡ | 31 de março de 1997   | 2 de janeiro de 1998   | 198  | Charles Peixoto                                         | Flávio Colatrello Jr. Reynaldo Boury   | [ 4 ] |
| Interrupção da faixa (5 de janeiro – 27 de março de 1998) |                 |                       |                        |      |                                                         |                                        |       |
| 4                                                         | Malhação 1998 ‡ | 30 de março de 1998   | 2 de outubro de 1998   | 109  | Charles Peixoto                                         | Ignácio Coqueiro Flávio Colatrello Jr. | [ 5 ] |
| 5                                                         | Malhação.com ‡  | 5 de outubro de 1998  | 15 de outubro de 1999  | 264  | Charles Peixoto Miguel Paiva Ronaldo Santos Yoya Wursch | Flávio Colatrello Jr.                  | [ 6 ] |
| 6                                                         | Malhação 1999 ‡ | 18 de outubro de 1999 | 7 de abril de 2000     | 124  | Emanuel Jacobina                                        | Ricardo Waddington Marcos Paulo        | [ 7 ] |

### Década de 2000
| #  | Título          | Início                | Término               | Cap. | Autoria                                             | Direção                         | Ref.   |
| -- | --------------- | --------------------- | --------------------- | ---- | --------------------------------------------------- | ------------------------------- | ------ |
| 7  | Malhação 2000 ‡ | 10 de abril de 2000   | 4 de maio de 2001     | 277  | Emanuel Jacobina                                    | Marcos Paulo Herval Rossano     | [ 8 ]  |
| 8  | Malhação 2001 ‡ | 7 de maio de 2001     | 19 de abril de 2002   | 248  | Andréa Maltarolli                                   | Ricardo Waddington              | [ 9 ]  |
| 9  | Malhação 2002   | 22 de abril de 2002   | 25 de abril de 2003   | 263  | Andréa Maltarolli                                   | Ricardo Waddington              | [ 10 ] |
| 10 | Malhação 2003   | 28 de abril de 2003   | 16 de janeiro de 2004 | 188  | Ricardo Hofstetter                                  | Ricardo Waddington              | [ 11 ] |
| 11 | Malhação 2004 ‡ | 19 de janeiro de 2004 | 14 de janeiro de 2005 | 250  | Ricardo Hofstetter                                  | Ricardo Waddington              | [ 12 ] |
| 12 | Malhação 2005   | 17 de janeiro de 2005 | 13 de janeiro de 2006 | 258  | Flávia Lins e Silva                                 | Ricardo Waddington              | [ 13 ] |
| 13 | Malhação 2006   | 16 de janeiro de 2006 | 12 de janeiro de 2007 | 262  | Izabel de Oliveira Paula Amaral                     | Ricardo Waddington              | [ 14 ] |
| 14 | Malhação 2007   | 15 de janeiro de 2007 | 12 de outubro de 2007 | 193  | Izabel de Oliveira Paula Amaral Márcio Wilson       | Ricardo Waddington              | [ 15 ] |
| 15 | Malhação 2008 § | 15 de outubro de 2007 | 9 de janeiro de 2009  | 324  | Jaqueline Vargas Patrícia Moretzsohn                | Ricardo Waddington Marcos Paulo | [ 16 ] |
| 16 | Malhação 2009 ‡ | 12 de janeiro de 2009 | 6 de novembro de 2009 | 214  | Patrícia Moretzsohn Glória Barreto Alessandra Poggi | Marcos Paulo                    | [ 17 ] |
| 17 | Malhação ID ‡   | 9 de novembro de 2009 | 20 de agosto de 2010  | 199  | Ricardo Hofstetter                                  | Mário Márcio Bandarra           | [ 18 ] |

### Década de 2010
| #                                                                 | Título                           | Início               | Término              | Cap. | Autoria                                  | Direção            | Ref.   |
| ----------------------------------------------------------------- | -------------------------------- | -------------------- | -------------------- | ---- | ---------------------------------------- | ------------------ | ------ |
| 18                                                                | Malhação 2010 ‡                  | 23 de agosto de 2010 | 26 de agosto de 2011 | 265  | Emanuel Jacobina                         | Ricardo Waddington | [ 19 ] |
| 19                                                                | Malhação Conectados ‡            | 29 de agosto de 2011 | 10 de agosto de 2012 | 249  | Ingrid Zavarezzi                         | José Alvarenga Jr. | [ 20 ] |
| 20                                                                | Malhação: Intensa como a Vida ‡  | 13 de agosto de 2012 | 5 de julho de 2013   | 228  | Rosane Svartman Glória Barreto           | José Alvarenga Jr. | [ 21 ] |
| 21                                                                | Malhação: Casa Cheia ‡           | 8 de julho de 2013   | 11 de junho de 2014  | 241  | Ana Maria Moretzsohn Patricia Moretzsohn | Dennis Carvalho    | [ 22 ] |
| Interrupção da faixa (12 de junho de 2014 – 11 de julho de 2014)  |                                  |                      |                      |      |                                          |                    |        |
| 22                                                                | Malhação Sonhos §                | 14 de julho de 2014  | 14 de agosto de 2015 | 280  | Rosane Svartman Paulo Halm               | José Alvarenga Jr. | [ 23 ] |
| 23                                                                | Malhação: Seu Lugar no Mundo §   | 17 de agosto de 2015 | 2 de agosto de 2016  | 250  | Emanuel Jacobina                         | Leonardo Nogueira  | [ 24 ] |
| Interrupção da faixa (3 de agosto de 2016 – 19 de agosto de 2016) |                                  |                      |                      |      |                                          |                    |        |
| 24                                                                | Malhação: Pro Dia Nascer Feliz § | 22 de agosto de 2016 | 3 de maio de 2017    | 180  | Emanuel Jacobina                         | Leonardo Nogueira  | [ 25 ] |
| 25                                                                | Malhação: Viva a Diferença §     | 8 de maio de 2017    | 5 de março de 2018   | 213  | Cao Hamburguer                           | Paulo Silvestrini  | [ 26 ] |
| 26                                                                | Malhação: Vidas Brasileiras §    | 7 de março de 2018   | 15 de abril de 2019  | 285  | Patrícia Moretzsohn                      | Natália Grimberg   | [ 27 ] |
| 27                                                                | Malhação: Toda Forma de Amar §   | 16 de abril de 2019  | 3 de abril de 2020   | 253  | Emanuel Jacobina                         | Adriano Melo       | [ 28 ] |

## Reprises
| # | Título                     | Início                | Término               | Cap. | Autoria                    | Direção                         | Ref.   |
| - | -------------------------- | --------------------- | --------------------- | ---- | -------------------------- | ------------------------------- | ------ |
| 1 | Malhação 1995              | 1 de janeiro de 1996  | 1 de março de 1996    | 44   | Charles Peixoto            | Roberto Talma Gonzaga Blota     | [ 29 ] |
| 2 | Malhação 1996              | 6 de janeiro de 1997  | 28 de março de 1997   | 60   | Ronaldo Santos             | Wolf Maia Flávio Colatrello Jr. | [ 30 ] |
| 3 | Malhação: Viva a Diferença | 6 de abril de 2020    | 22 de janeiro de 2021 | 209  | Cao Hamburguer             | Paulo Silvestrini               | [ 31 ] |
| 4 | Malhação Sonhos            | 25 de janeiro de 2021 | 28 de janeiro de 2022 | 263  | Rosane Svartman Paulo Halm | José Alvarenga Jr.              | [ 32 ] |

## Obras derivadas
| #                             | Título                     | Início                 | Término               | Cap. | Autoria          | Direção                        | Exibição original | Ref.   |
| ----------------------------- | -------------------------- | ---------------------- | --------------------- | ---- | ---------------- | ------------------------------ | ----------------- | ------ |
| 1                             | Malhação de Verão ‡        | 4 de março de 1996     | 5 de abril de 1996    | 25   | Ronaldo Santos   | Carlos Magalhães               | TV Globo          | [ 33 ] |
| Spin-offs originais Globoplay |                            |                        |                       |      |                  |                                |                   |        |
| 2                             | Malhação: Os Desatinados   | 3 de outubro de 2015   | 7 de novembro de 2015 | 6    | Emanoel Jacobina | Leonardo Nogueira              | Globoplay         | [ 34 ] |
| 3                             | Malhação: Eu Só Quero Amar | 4 de abril de 2016     | 30 de abril de 2016   | 5    | Emanoel Jacobina | Leonardo Nogueira Adriano Melo | Globoplay         | [ 35 ] |
| 4                             | As Five                    | 12 de novembro de 2020 | 1º de março de 2024   | 26   | Cao Hamburguer   | Fabrício Mamberti              | Globoplay         | [ 36 ] |